# 091
091 est un groupe de rock espagnol, originaire de Grenade, en Andalousie. Il est actif entre 1982 et 1996, et reformé en 2015.

## Biographie
Le nom du groupe s'inspire du numéro de téléphone utilisé pour appeler la Corps national de police d'Espagne. Le groupe 091 donne ses premiers concerts dans toute l'Andalousie au début des années 1980, montrant un style puissant et agressif. Peu de temps après, ils commencent à jouer à Madrid, et à enregistrer leurs premiers singles.
Leur premier album, Cementerio de automóviles, est publié en 1984, et édité par Discos Radiactivos Organizados (DRO). Sans continuité avec ce disque, leur deuxième album studio, Más de cien lobos, prend deux ans avant d'être publié, cette fois au label Discos Zafiro. À la production, il fait participer Joe Strummer, du groupe The Clash, qui passera un long séjour à Grenade et qui s'est lié d'amitié avec les membres de 091. Leurs albums suivants avec Discos Zafiro se succèdent sans discontinuité. Ce sont Debajo de las piedras (1988) et Doce canciones sin piedad (1989), dans lesquelles ils soulignent les riffs de guitares et les paroles de Lapido. Le bassiste Antonio Arias quitte le groupe après l'enregistrement de ce dernier pour former un nouveau projet avec Lagartija Nick. 
En 1991, le groupe récidive avec un nouvel album, El baile de la desesperación, plus orienté vers le grand public, aux côtés du guitariste Chris Wilson, membre des Flamin' Groovies. Leur avant-dernier album avant séparation, Tormentas imaginarias, publié en 1993, est signé chez la major multinationale Polydor Records, avant de publier son dernier album, Todo lo que vendrá después, au label indépendant andalouse Big Bang. En 1996, après quinze ans d'existence, ils donnent un dernier concert à Maracena (Grenade), enregistré et publié sous le titre Último concierto, en album live.
Le 26 octobre 2015, et après près de vingt ans d'inactivité, le groupe annonce son retour. Ils annoncent alors un premier concert pour janvier 2016 à Logroño. Ils annoncent également des concerts dans différentes salles et confirment leur venue au Sonorama, qui se tiendra en août 2016. Le 23 septembre 2016 sort l'album live Maniobra de resurrección enregistré à Grenade le 14 mai 2016.

## Membres
- José Ignacio García Lapido
- José Antonio García (El Pitos)
- Tacho González
- Víctor García Lapido
- Antonio Arias
- Ángel Doblas
- Jacinto Ríos

## Discographie

### Albums studio
- 1984 : El cementerio de automóviles
- 1986 : Más de cien lobos
- 1988 : Debajo de las piedras
- 1988 : Concierto en camas
- 1989 : 12 canciones sin piedad
- 1991 : El baile de la desesperación
- 1993 : Tormentas imaginarias
- 1995 : Todo lo que vendrá después (réédité en 2001)

### Albums live
- 1996 : Último concierto
- 2016 : Maniobra de resurrección

### Autres
- 2001 : Qué fue del siglo XX (compilation)
- 1996 : Ceronoventayuno
- 2002 : Todo lo que vendrá después
- 2006 : Último concierto

### Singles
- Somos nuevos - Intoxicación (1983)
- Fuego en mi oficina - Llamadas anónimas (1983)
- Ella está detrás de la puerta - Esperar a la lluvia (1984)
- Lágrimas en el paraíso - El deseo de ser piel roja (1984)
- En la calle - Blues de medianoche (1986)
- Cuando pierdo el equilibrio - Perderme en la jungla (1986)
- Escenas de Guerra - Por ti en la oscuridad (1986)
- La Torre de la Vela - Música para las penas (1988)
- Qué fue del siglo XX (1989)
- Esta noche (1989)
- La vida que mala es (1991)
- Corazón malherido (1991)
- La calle del viento CD (1993)
- Huellas - El fantasma de la soledad (1993)
- Otros como yo (1993)
- Un hombre con suerte - Espejismo nº8 (1995)

### Albums hommage
- 2002 : Canciones de cuna y de rabia
- 2002 : Partiendo de cero